# کمدی انسانی (فیلم ۱۹۴۳)
کمدی انسانی (انگلیسی: The Human Comedy) فیلمی در ژانر درام به کارگردانی کلارنس براون است که در سال ۱۹۴۳ منتشر شد.

## بازیگران
- میکی رونی
- فرانک مورگان
- جیمز کریگ
- مارشا هانت
- فی بینتر
- ری کالینز
- دانا رید
- آلن بکستر
- بری نلسن
- هنری اونیل
- کاترین الکساندر
- ماری نش
- ون جانسون
- رابرت اِمِـت اوکانر
- برترام ماربورگ
- بایرون فولگر
- والیس کلارک